# Zwackhiomacromyces
Zwackhiomacromyces is een geslacht van schimmels behorend tot de familie Xanthopyreniaceae. De typesoort is Zwackhiomacromyces constrictocarpus.

## Soorten
Volgens Index Fungorum telt het geslacht twee soorten (peildatum maart 2023):
| Soortnaam                           | Auteur(s)                                          | Publicatiejaar |
| ----------------------------------- | -------------------------------------------------- | -------------- |
| Zwackhiomacromyces constrictocarpus | Etayo & van den Boom                               | 2014           |
| Zwackhiomacromyces hyalosporus      | (Alstrup, D. Hawksw. & R. Sant.) Etayo & F. Berger | 2016           |